# Levene Gouldin & Thompson Tennis Challenger 2004
Il Levene Gouldin & Thompson Tennis Challenger 2004 è stato un torneo di tennis facente parte della categoria ATP Challenger Series nell'ambito dell'ATP Challenger Series 2004. Il torneo si è giocato a Binghamton negli Stati Uniti dal 9 al 15 agosto 2004 su campi in cemento.

## Vincitori

### Singolare
Noam Okun ha battuto in finale  Danai Udomchoke con il punteggio di 6–3, 4–6, 6–1

### Doppio
Huntley Montgomery /  Tripp Phillips hanno battuto in finale  Rik De Voest /  Nathan Healey con il punteggio di 7–6(6), 7–6(4)